# Amax EC
Az Amax Esporte Clube, röviden Amax labdarúgó csapatát 2009-ben a brazíliai Xapuri városában alapították. Acre állam első osztályának részt vevője.

## Története
A egyesületet 2007-ben, a labdarúgó csapatot 2009-ben alapították.
Nevük jelentése a Associação dos Militares e Amigos de Xapuri (Xapuri Katonai és Civil Egyesülete) szóösszevonása.
2011 óta rendelkeznek profi státusszal. Eddigi legnagyobb sikerüket 2014-ben érték el, mikor megnyerték az állami másodosztály küzdelmeit.

## Sikerlista
- 1-szeres Segunda Divisão bajnok: 2006

## Játékoskeret
2015-től
| # |     | Poszt | Név           |
| - | --- | ----- | ------------- |
|   | BRA | K     | Thiago        |
|   | BRA | V     | Aslan         |
|   | BRA | V     | Rivaldo       |
|   | BRA | V     | Gato          |
|   | BRA | V     | Laion         |
|   | BRA | V     | Pé de Ferro   |
|   | BRA | KP    | Rogério       |
|   | BRA | KP    | Rayson        |
|   | BRA | KP    | Maurício      |
|   | BRA | KP    | Advan         |
|   | BRA | KP    | Eder          |
|   | BRA | CS    | Luiz Henrique |
|   | BRA | CS    | Emerson       |
|   | BRA | CS    | Marcelo Brás  |